# Машков, Александр Константинович
Александр Константинович Машков — советский хозяйственный и политический деятель.

## Биография
Родился в 1925 году в селе Кирилловка. Член КПСС.
Окончил 2-е Ленинградское военное авиатехническое училище, Омский машиностроительный институт, аспирантуру при Московском институте стали.
Участник Великой Отечественной войны: авиамеханик по вооружению в полку истребительной авиации.
В 1946—1950 гг. — заведующий складом, директор Калачинской хлебопекарни.
В 1954—1978 гг. — ассистент, старший преподаватель, доцент, декан факультета «Горячая обработка металлов», проректор по научной работе, ректор, заведующий кафедрой «Металловедение и термическая обработка металлов» Омского политехнического института.
В 1978—1992 гг. — заведующий кафедрой металловедения Курского политехнического института.
В 1992—2004 гг. — профессор, заведующий кафедрой «Машины и технология литейного производства», затем заведующий кафедрой «Охрана труда» Одесского политехнического института.
Делегат XXV съезда КПСС.
Умер в 2007 году в Одессе.

## Награды
- Орден Отечественной войны II степени (1945, 1985)
- Орден Знак Почёта (1976)